# Structura textului dramatic
Dramaturgia - Termenul provine din fr. dramaturgie, din aceeași familie cu dramatique, un derivat de la drame, drama, si desemnează totalitatea operelor scrise in formă dialogată menite a fi reprezentate pe scenă. În limba greacă, unde este utilizat pentru prima data, termenul “dramă", el insemna “acțiune".
Genul dramatic (sau dramaturgia) cuprinde mai multe specii: tragedia, comedia, drama, vodevilul, melodrama, tragi-comedia ș.a. incepând cu antichitatea greaca si pana in renaștere si clasicism unde cele două specii pure ale dramaturgiei au fost tragedia si comedia.

## Structurarea lui Aristotel
Aristotel împarte toate scenele tragediei în trei grupe:
Scenele unde se schimbă starea personajului din „fericire” în „nefericire”
Sunt scenele succeselor si insucceselor, biruințelor și înfrângerilor, unde se perindează momentele de prevalență a unei acțiuni asupra alteia si respectiv a momentelor cu sens invers. Altfel spus: sunt acele scene care pot fi numite scenele de „luptă”.
Scenele de cunoaștere
Se identifică cu momentul decizional în piesă – de exemplu aflarea vinei sale este o catastrofă pentru Oedip. Putem tălmăci scenele de cunoaștere in sens larg, adică să includem aici toate scenele construite pe baza aflării informației necesare pentru luptă.
Aristotel atrage atenția la puterea efectului dramatic al îmbinării scenei de cunoaștere cu vicidisitudinea. Vicidisitudine se numește schimbarea bruscă în soarta personajului dramei – inversul celor ce se așteptau a se întâmpla -  așa cum un răvaș care trebuia să liniștească se adeverește a fi îngrozitor.
Scenele de patos, de suferință
Se desfășoară după lupta încheiată. uneori protagonistul tragediei, șocat de lovituri distrugătoare, panicat se aruncă când într-o parte când în alta, dar dacă manifestarea exteriorizată a personajului nu este posibilă, scenele de patos se oferă ca adresări pentru ajutor către oamneni, către forțe ale naturii, către Dumnezeu întru căutările ieșirii din situațiile dificile.
Structurarea lui Aristotel e convențională, schematică or, o scenă de patos poate, de exemplu, sa fie însoțită de o identificare, identificarea poate fi combinată cu o luptă directă iar fiecare scenă în dramă este „o luptă în sine”.

## Metamorfoza structurii dramatice
Privită din această perspectivă mai amplă, până la începutul secolului XX, structura dramatică se metamorfozează în cadrul reperelor aristotelice ale dezvoltării conflictului, acțiunii scenice și personajului. Căci dacă Aristotel consideră că sufletul tragediei este intriga, personajul fiindu-i secundar, odată cu romantismul și personajul romantic, structura piesei de teatru își schimbă centrul de echilibru. Nu mai avem de-a face cu acțiunea care antrenează în cursul ei destine, ci cu personaje care iau decizii și declanșează acțiuni. Perioada de glorie a personajului durează câteva sute de ani; prefigurată de teatrul lumii, antiaristotelic, al lui Shakespeare, ea își atinge apogeul în tragedia neoclasică, drama eroică și melodramă, urmate de drama psihologică și de piesa de vorbe. Dar toate iau sfârșit odată cu disoluția formei, care are loc în teatru, ca și în celelalte arte.

## Structurarea modernă a dramei
Structurarea modernă a dramei a căpătat mai multă exactitate incluzând mai multe elemente care ajută la construirea unei piese
Prologul - parte a unei piese antice de teatru care preceda intrarea corului în scenă și în care se expunea subiectul și se făcea apel la bunăvoința spectatorilor sau - parte introductivă a unei opere literare, dramatice sau muzicale, care prezintă evenimentele premergătoare acțiunii sau elemente care îi înlesnesc înțelegerea.
În prezent prologul are sensul de prefață – acest element nu este legat direct de subiectul piesei. Acesta este partea unde autorul iși poate exprima atitudinea – este prezentarea ideii de către autor. La fel poate folosi ca un punct de pornire sau orientare pentru ceea ce va urma.
Expoziția este partea operei dramatice în care se caracterizează situația dinaintea inceperii acțiunii. Este sarcina ei sa arate toate circumstanțele propuse in opera dramatică.
Intriga este cel mai important element al compozitiei. Aici se întâmplă evenimentele care încalcă situația de început. De aceea, anume în această parte se află începutul conflictului principal. Aici el dobândește forma sa vizibilă si se dezvoltă ca lupta între personaje, ca acțiune.
Conflictul este elementul esential care sustine actiunea, conduce la dezvoltarea subiectului si a relațiilor dintre personaje.
Conflictul constă in ciocnirea de idei, opinii, interese, in contradicția si nepotrivirea dintre sentimentele, concepțiile, interesele diferitelor personaje dintr-o operă dramatică. Poate fi, ca și in epica, de natura exterioara (intre doua personaje sau intre personaje si societate) sau de natura interioara (intre ganduri, stari, sentimente ale unui personaj). În tragedie, conflictul se rezolvă prin moartea eroului, in comedie sau drame - prin aplanarea tensiunilor acumulate, prin soluții de compromis. Totuși unele drame au final tragic.
Dezvoltarea acțiunii – cea mai extinsă parte a piesei – partea care prezintă acțiunea și dezvoltarea evenimentelor. În principiu aici se află tot subiectul piesei. Această parte este compusă din episoade care sunt numite – acte, scene, acțiuni...
Punctul culminant este apogeul dezvoltării acțiunii în piesă. în fiecare piesă există o anumită limită, care are un rol decisiv în cursul evenimentelor după care se schimbă însăși natura desfășurării conflictului.
Deznodământul – de obicei aici se termină acțiunea principală a piesei. Conținutul de bază al acestei părți ale compoziției este rezolvarea conflictului principal și stoparea conflictelor adiacente.
Deznodământul din punct de vedere logic urmează după intrigă, ceea ce este între ele fiind firul subiectului piesei.
Epilogul este partea compoziției care aduce sfârșitul operei ca întreg, nu ca linie de subiect. epilogul poate fi considerat ca o urmare, ca un rezumat al piesei prin care autorul aduce concluziile și „totalurile” piesei.